# Порођај
Порођај је окончање трудноће при чему једна или више беба напушта мајчину материцу путем вагиналног пролаза или царског реза. Према дефиницији СЗО (светске здравствене организације) нормална трудноћа траје 37 до 42 недеље. Порођај који наступи пре 37 седмице зове се превремени порођај, а онај који наступи након 42 недеље гравидитета је пролонгирана трудноћа, односно пренесена. Године 2015, било је око 135 милиона рођења глобално. Око 15 милиона деце је рођено пре 37 недеља гестације, до је између 3 и 12% рођено након 42 недеље. У развијеном свету већина порођаја се одвија у болницама, док се у земљама у развоју већина порођаја догађа у домовима уз помоћ традиционалне бабице.
Најчешћи начин порода је вагинална испорука. Порођај се састоји од три стадијума: скраћивање и отварање цервикса, спуштање и рођење бебе, и избацивање постељице. Први стадијум типично траје дванаест до деветнаест сати, други стадијум траје двадесет минута до два сата, и трећи стадијум пет до тридесет минута. Први стадијум почиње са болом грчења трбуха или леђа који траје око пола минута и јавља се сваких десет до тридесет минута. Болови грчења постају јачи и учесталији током времена. Током другог стадијума може доћи до потискивања са контракцијама. У трећем стадијуму одложено стезање пупчане врпце се генерално препоручује. Бројне методе могу да помогну код болова као што су технике опуштања, опиоиди и кичмени блокови.
Већина беба се рађа главом напред; међутим око 4% се рађа са стопалима или задњицом прво. Типично глава улази у карлицу окренута на једну страну, а затим се окреће према доле. Током порођаја жена обично може да једе и да се креће како жели, али притискање се не препоручује током прве фазе или током порода, а енеме исто тако нису препоручљиве. Док је прављење реза на отвору вагине, познато као епизиотомија, често, оно генерално није неопходно. Године 2012, око 23 милиона порођаја је извршено помоћу хируршке процедуре познате као царски рез. Царски резови могу да буду препоручени за близанце, код знакова стреса бебе, или поремећаја позиције. Овај начин испоруке може имати дуже време залечења.
Сваке године, компликације од трудноће и порођаја доведу до око 500.000 смртних случајева мајки, 7 милиона жена има озбиљне дугорочне проблеме, и 50 милиона жена има негативне здравствене исходе након порођаја. Већина тих случајева се јавља у земљама у развоју. Специфичне компликације обухватају ометени порођај, постпартумско крварење, еклампсију и породиљску грозницу. Компликације код беба могу да укључују недостатак кисеоника при рођењу, порођајну трауму, превременост и инфекције.

## Механизам настанка порођаја
Сматра се да до порођаја долази због промјена у односу естрогена и прогестерона које лучи већином постељица. Та промјена односа узрокује стварање понајвише простагландина који потичу тијело на порођај. За клинички почетак порођаја се узимају редовни, болни трудови. Дијагноза порођаја се поставља на основу болних контракција и дилатације (опуштање, ширење) цервикса и нестанка унутрашњег цервикалног ушћа, крваве слузи и прснућа водењака.

## Порођајна доба
Према класичним схватањима порођај се дијели на четири порођајна доба:
- дилатација, или доба ширења - лат. phasis dilatationis
- експулзија, или доба истискања плода - лат. phasis expulsionis
- плацентарно доба или доба рађања постељице - лат. phasis placentali
- фаза хемостазе - лат. phasis haemostasis

## Прво порођајно доба
Настаје изравњавањем грлића материце и дилатацијом цервикса. Почиње са контракцијама, а завршава дилатацијом спољњег ушћа материце. Пред крај овог порођајног доба долази до пуцања водењака. Водењак може прснути и прије времена.
Према ранијој литератури порођај прворотки траје од 12 до 16 часова, а вишеротки 8 до 12. Према новијим ауторима, због такозваног диригованог порођаја, порођај траје нешто краће, прворотки око 13 а вишеротки 8 часова. Наравно, ови временски интервали не могу се узети као правило јер порођај може да траје и краће. Ушће је при преласку у друго порођајно доба отворено 8 cm.

## Друго порођајно доба
Почиње од максималне дилатације спољњег ушћа и завршава истискивањем плода. Друго порођајно доба не смије трајати дуже од 2 часа. Пред сам крај другог порођајног доба ради се епизиотомија. По изласку дјетета из порођајног канала дијете се одиже у вис да би се из дисајних путева избацила плодова вода и слуз. Потом се дијете полегне на равну подлогу и изврши се аспирација уста, ждријела и носа. Новорођенчету се укапа у очи 1% раствора сребронитрат и уради се груба обрада пупковине. Са коже дјетета се овлаш обрише сирасти маз којим је прекривена. У порођајној сали се поред овог уради и такозвани Апгар тест.
По урађеним поступцима пожељно је дијете дати мајци на дојење.

## Треће порођајно доба
Почиње са изласком плода и плодове воде. У овом добу долази до истискивања постељице и плодових овојака. По истискивању плода постељица почиње да се одлубљује усљед скупљања материце. Ово, треће порођајно доба траје око пола сата, али се не смије допустити да траје дуже од 2 сата. У том случају се постељица мора одлубити ручно.
По изласку се постељица обавезно прегледа са обје стране. Посебно се мора обратити пажња на то да ли недостају дијелови овојака постељице или котиледони, јер уколико се не одстране могу изазвати инфекцију и смрт породиље усред сепсе.

## Четврто порођајно доба
Почиње послије изласка постељице и плодових овојака. Траје два сата и представља доба смиривања утериних контракција и хемостазе.

## Галерија
- Дилатација
- Бочни положај
- Остатак пупчаника